# ایرنه ۱۴

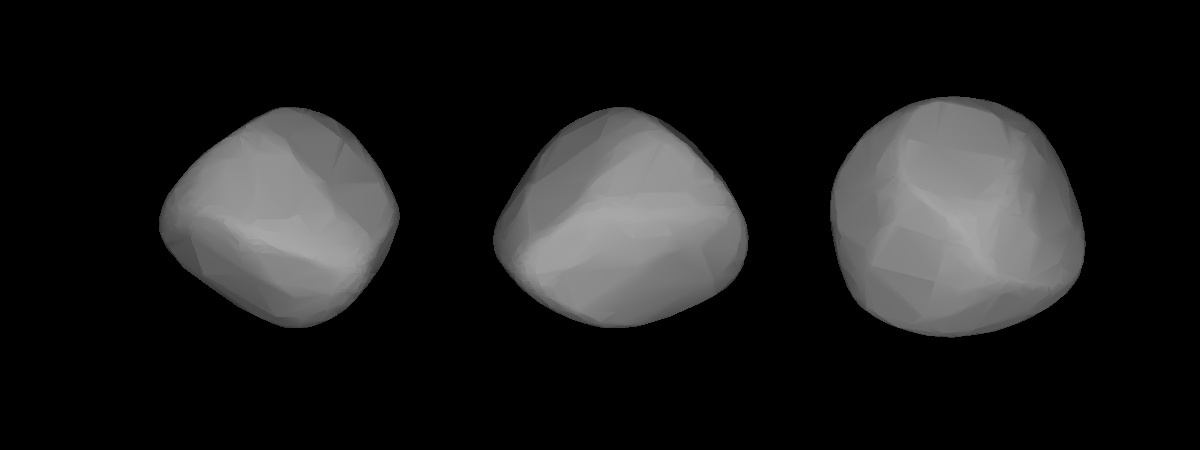
مدل سه‌بُعدی سیارک ایرنه ۱۴ بر طبق منحنی نور آن

سیارک ۱۴ (به انگلیسی: 14 Irene) چهاردهمین سیارک کشف شده‌است که در ۱۹ مه ۱۸۵۱ و در لندن کشف شد.
قدر مطلق سیارک برابر ۶٫۳۰ است.